# 트란스발 공화국의 국기

트란스발 공화국의 국기

트란스발 공화국의 국기는 1857년 제정되었다.
왼쪽에는 초록색의 띠가 있고, 오른쪽은 네덜란드의 국기이다.
중간중간의 영국의 영향으로 폐지되었다가 1902년 결국 폐지되었다. 이후 1928년부터 1994년까지 사용한 남아프리카 연방 및 남아프리카 공화국의 국기에 사용되었다.

## 같이 보기
- 남아프리카 공화국의 국기